# Duhovna inteligentnost
Duhovna inteligentnost je »kontinuirano iskanje smisla in ciljev v življenju. Gre za niz življenjskih vrednot, naravnih sil in osebnih prepričanj.« Vendar pa je to le ena izmed definicij duhovne inteligentnosti, eden izmed razlogov za takšno stanje so namreč razlike med kulturami in okolji, saj se koncept duhovnosti v Zahodnem svetu razlikuje od tistega v Vzhodnem, zaradi česar je tudi sama definicija duhovne inteligentnosti drugačna.

## Definicija
Zohar in Marshall pravita, da naj bi bile pri ljudeh v grobem prisotne tri vrste inteligentnosti- razumska, čustvena in duhovna. Prva zajema reševanje logičnih in strateških vprašanj, druga zavedanje čustev, tako lastnih, kot tudi čustev drugih ljudi, tretja pa se ukvarja z vprašanji smisla, pomena življenja, z njeno pomočjo pa umestimo naša življenja v bogatejši, širši okvir. Tretja naj bi združevala in povezovala prvi dve inteligentnosti. Ni pa nujno, da imamo vse tri enako razvite, saj lahko te delujejo tudi neodvisno druga od druge. 
Danah Zohar in Ian Marshall navajata izjave antropologov in nevrobiologov, ki trdijo, da nas je naša duhovna inteligentost, preko hrepenenja po smislu, spodbudila, da smo se iz opic razvili v ljudi, ter spodbudila razvoj naših možganov. Posledice razvoja duhovne inteligentnosti naj bi bile ustvarjalnost, reševanje bivanjskih stisk, spopadanje z vprašanji življenja in smrti, dobrega in zla, brezupa, trpljenja ipd. Ta vrsta inteligentnosti je značilna specifično za človeka in naj bi bla zatorej tudi najpomembnejša izmed treh zgoraj omenjenih vrst inteligentnosti. Emocionalna je prisotna tudi pri nekaterih živalih, logična tudi pri računalnikih, samo ljudje pa smo tisti, ki se sprašujemo o pomenu našega življenja.
Človeštvo naj bi se znašlo v krizi duhovnosti zaradi visoko razvite razumske inteligence, ki nas je odtujila od soljudi, narave in relgiije. S tehnološkim napredkom smo izgubili občutek za temeljne vrednote in tradicijo, ter s tem prišli do pomanjkanja smisla, ki ga sedaj iščemo v nasilju, promiskuiteti, materializmu, uporništvu in drogah. Dela in terapije Viktorja Frankla, psihoterapevta, ki je preživel izkušnjo koncentracijskega taborišča, temeljijo ravno na iskanju življenjskega smisla, mnogi pa v pomanjkanju le-tega vidijo povezave z boleznimi srca, rakavimi obolenji, Alzheimerjevo boleznijo itd. 

## Struktura
Musek na podlagi svoje raziskave predlaga pomembne faktorske rešitve na treh ravneh. Prva je enofaktorska rešitev, ki zajema en, generalni faktor, ki pojasnjuje 29,16 % celotne variance v okviru 54 postavk. Druga rešitev je dvofaktorska, ki pojasnjuje 36,43 % variance. Prvi faktor lahko poimenujemo široki faktor smisla in zajema postavke lestvice, ki se osredotočajo na višji smisel, vernost, predanost, harmonijo, notranji mir, povezanost in hvaležnost, drugi faktor pa poimenujemo široki faktor harmonije in se nanaša na lestvice, ki merijo občutje harmonije, notranji mir, povezanost, hvaležnost, rast, samoizpopolnjevanje in odpuščanje. Tretja pa je petfaktorska rešitev, ki pojasni 47,32 % skupne variance. Dobljenih pet faktorjev lahko imenujemo faktorji povezanosti, smisla, vernosti, sprejemanja in rasti, ti pa se naprej delijo na posamezne facete in postavke. 
Emmons pa navaja komponente duhovne inteligentnosti, ki pomagajo pri reševanju problemov in doseganju ciljev. Najpomembnejše so zmožnost preseči fizično in materialno (občutek transcendence), sposobnost zaznave višjih stanj zavesti, uporaba duhovnih virov za reševanje problemov, zmožnost proslavljanja in hvaležnost za majhne vsakodnevne dogodke in sposobnost doseči občutke pravičnosti, hvaležnosti, odpuščanja.

## Spodbujanje duhovnosti
Procesi, ki naj bi povečali našo duhovno inteligentnost, so pisanje dnevnika občutij, prebiranje biografij in preučevanje življenja duhovnih vodij in eminentnih ljudi, uporaba skupin za razvoj aktivnosti, poslušanje notranjega glasu in upoštevanje intuicije, sprejemanje unikatnosti vsakega posameznika, zavestna pozornost, kompatibilnost z dogodki in izkušnjami v življenju ter povečanje samozavedanja, občutljivost na spiritualne izkušnje ter razumevanje starodavnih legend, mitov in vzorcev, pogosta refleksija, s katero spoznamo naše močne in šibke lastnosti, izkazovanje spoštovanja sebi in drugim, zahvaljevanje in izražanje hvaležnosti, deljenje komplimentov, odpuščanje tistim, ki so nas prizadeli, čuječnost, pogum, vseživljensko učenje, pripravljenost pomagati, samozaupanje, pozitivno mišljenje, izvajanje joge, pogovor o problemih, prostovoljna pomoč drugim ter obkroževanje s stvarmi in ljudmi, ki jih imamo radi. Prav vsi zgoraj omenjeni avtorji pa navajajo meditacijo kot poglavitno dejavnost za spodbujanje duhovne inteligentnosti.

## Povezava z drugimi inteligentnostmi in koncepti
Ljudje z višjo duhovno inteligentnostjo naj bi imeli lastnosti, ki jih vodijo do odličnosti in soudeleževanja v humanitarnih aktivnostih. Ti ljudje se boljše spoprijemajo z bolečinami in neuspehi ter imajo višjo samozavedanje. Pogosteje in bolj uspešno se učijo iz izkušenj.
Zadovoljstvo z življenjem je po Musku pomembno povezano z vsemi dimenzijami duhovne inteligentnosti, najbolj z dimenzijo rasti in povezanostjo ter harmonijo. Najboljši napovednik duhovne inteligentnosti pa so vrednote, in sicer vernost, kulturna in spoznavna naravnanost, ki povečujejo verjetnost visoke duhovne inteligentnosti, dočim statusna stremljenja in težnja po varnosti napovedujeta nižjo duhovnost. Pomembni prediktorji so tudi osebnostne dimenzije, psihično blagostanje in inspiracija. Duhovno inteligentnost najpomembnejše napovedujejo verske vrednote, inspiracija, spoznavne vrednote in občutje sreče, ki pozitivno korelirajo ter aktualizacijske vrednote, ki korelirajo negativno, morda zaradi dejstva, da se visoko duhovno inteligentnim zdi samoizpopolnjevanje nekaj samoumnevnega ali pa že doseženega. Vendar pa je pomembno poudariti, da duhovnost in religioznost nista isto, saj se občutek duhovnosti, nahaja v nas samih, četudi ne pripadamo nobeni izmed formalnih religij kot so npr. krščanstvo, islam, budizem ipd. Zgodi se, da ima mnogo vernih ljudi nižjo duhovno inteligentnost, kot marsikateri nevernik. To inteligentnost imenujejo tudi inteligentnost duše in je prirojena vsakemu človeku, s pomočjo nje pa odkrijemo svojo celoto. Lahko bi celo rekli, da ne izhaja iz vrednot, kot npr. religija, ampak nam daje možnost, da vrednote privzamemo. Kljub temu pa Musek ugotavlja, da verske vrednote pomembno korelirajo z duhovno inteligentostjo in njenimi dimenzijami, razen z dimenzijo rasti. Duhovnost v življenje prinaša samozavest, optimizem, skrb za druge, mir, občutek pripadnosti, smisel življenja in zahvalnost.

## Duhovna inteligentnost na delovnem mestu
Duhovna inteligentnost močno vpliva tudi na delo posameznika na njegovem delovnem mestu. Mnogo študij je raziskovalo pomen duhovnosti v povezavi z različnimi koncepti, ki so pomembni za uspeh in zadovoljstvo na delovnem mestu. 
Vsak delavec ima unikatne sposobnosti, lastnosti in kompetence, ki so najpomembnejši človeški viri. Notranji motivi kot so npr. občutek lastne vrednosti, kompetentnosti, polnosti, zadovoljstvo in notranji mir, so predpogoj za motivacijo uslužbencev, ki morajo za delovno uspešnost doživljati občutek, sreče, izpolnjenosti, smisla, ti pa so v domeni duhovne inteligentnosti.
Prav tako pa se z duhovno inteligetnostjo pomembno povezujejo ustvarjalnost, smisel in namen, ki imajo pomembno vlogo pri človekovi motivaciji. Izziv vsakega vodje je zagotoviti ustrezne pogoje za razvoj delavčeve ustvarjalnosti, preko katere vidijo smisel in zagotavljati vreden in jasen namen dela. Vse te tri lastnosti uspešnega delovnega okolja naj bi zaviral ego, ki se ne želi učiti, izboljševati, spreminjati, in čeprav nekateri ljudje in smeri v psihologiji verjamejo, da je ego glavni vir motivacije v našem življenju, strokovnjaki na področju duhovnosti trdijo, da je ego glavna ovira do naših ciljev, prav tako pa naj bi bil odgovoren za vse vrste konfliktov med ljudmi, saj ga ti avtorji definirajo kot nasprotje duši.
Osebe z visoko izraženo duhovno inteligentnostjo v stresnih situacijah ostanejo pomirjene in osredotočene, so bolj altruistične do drugih, imajo boljše medosebne odnose, boljše razumejo same sebe, ter boljše prenašajo spremembe. Osebe z nizko duhovno inteligentostjo se pogosto navežejo na zunanji objekt, ki ga ponotranjijo do tolikšne mere, da v primeru izgube objekta, občutijo tudi notranjo izgubo. Osebe z visoko duhovno inteligentnostjo se zavedajo, da temu ni tako in zatorej nimajo problemov s spremembami.
Spiritualna inteligentnost spodbuja tako inter- kot tudi intrapersonalno komunikacijo, ki omogoča dober odnos s samim seboj in z ljudmi okoli nas. Takšni uslužbenci so videni kot pomembni členi organizacije, saj povečujejo ustvarjalnost in razvoj. Izjemnega pomena je koncept samozavedanja, ki pomaga pri medosebnih odnosih, saj moramo, da bi prepoznali čustva drugih, najprej poznati lastna čustva. Slednje pa je mogoče zgolj ob razumevanju globine našega jaza, kar dosežemo s pomočjo duhovne inteligentnosti, s katero vidimo preko našega zavestnega mišljenja in ega. 
Duhovnost na delovnem mestu je pozitivno povezana z uslužbenčevo čustveno, psihološko, socialno in duhovno blaginjo, ki so predpogoj za optimalno izkušanje in funkcioniranje, in se odražajo tudi pri delu. Visoko duhovno inteligentni posamezniki na stres gledajo pozitivno in ga uporabijo kot usmerjevalnik k spremembi. Veliko bolj cenijo vsako minuto svojega življenja saj se zavedajo minljivosti in vrednosti življenja, zato si svoj čas bolje organizirajo, kar se pozna tudi pri delovni uspešnosti. Raziskave so pokazale statistično pomemben učinek notranjega pripisovanja kontrole in vseh komponent duhovne inteligence na delovno učinkovitost. Višja duhovna inteligentnost napoveduje tudi višjo pripadnost organizaciji.
Noroozi in Masumabad navajata pomen treninga spiritualne inteligentnosti za zmanjševanje psihološkega in fizičnega izmikajočega se vedenja in izboljšanje uslužbenčeve zaznave samega sebe, manj izmikajočega vedenja pa pomembno vpliva na predanost organizaciji. Med izmikajoča vedenja spadajo zamujanje, sanjarjenje, odsotnost, brskanje po spletu, opravljanje drugih nalog med delovnim časom, podaljševanje odmora in celo odpoved. Izkazalo se je, da je duhovna inteligentnost negativno povezana z izmikajočimi vedenji, kar pomeni, da višja duhovna inteligentnost pomeni manj izmikajočih vedenj, tako fizičnih, kot tudi psiholoških.

### Duhovna inteligentnost vodij
Popularen je postal tudi koncept vodstvene inteligentnosti. Ta naj bi združevala razumsko, emocionalno in spiritualno inteligentnost, ter predpostavlja, da vodja pri svojem delu uporablja možgane, srce in dušo, kar pomeni, da sprejema logične odločitve, upravlja in razume lastna čustva ter čustva drugih in izraža svoje želje in strasti. Oseba s takšnim načinom vodenja in integracijo vseh treh inteligentnosti ima večjo verjetnost uspeha. Tu se pokaže velik pomen duhovne inteligentnosti, ki, kot poudarjata Zohar in Marshall, povezuje razumsko in čustveno inteligentnost. Prav tako pa trdita, da ima oseba z visoko razvito duhovno inteligentnostjo potencial vodje, ki služi ljudem. Je navdihujoč ter odgovoren za prenašanje višje vizije in vrednot drugim ljudem. 

## Merjenje
Na spletu je brezplačno dostopen preizkus duhovne inteligentnosti Davida B. Kinga Arhivirano 2017-08-29 na Wayback Machine., ki vsebuje naslednje komponente: kritično eksistencialno razmišljanje, ustvarjanje življenskega smisla, transcendentna zavest in ekspanzija zavestnih stanj.